# 韓昇延
韓昇延（： Han Seung Yeon，1988年7月24日—），藝名昇延（： Seung Yeon），韓國女歌手，被經紀公司DSP Media在首爾發掘並進入旗下當練習生，2007年以韓國女子團體Kara成員身分出道。

## 生平
1988年7月24日韓昇延出生於首爾市，高中時前往美國，因在韓國的學歷不被認可而被延期畢業，在紐澤西州的Tenafly High School受完中學教育。

## 學歷/資格證
- Tenafly High School （美國）
- 韓國慶熙大學(影視戲劇系) 就讀中
- 托福成績115分(滿分120)
- 2016年考取2級咖啡師資格證[7][8]
- 高級潛水證照[9]

## 經歷

### 2007年
- KARA 剛出道時，剛好是少女时代、Brown Eyed Girls、Wonder Girls出道而戰爭激烈的時候。Kara 開始時不受關注，所以昇延以有線電視台主持身份活躍。

### 2009年
- 10月6日受韓國廠商三星電子之邀，與Brown Eyed Girls的GaIn、After School的U-IE、4minute的泫雅組成暫時性的4人女子流行音樂團體「4 Tomorrow」，推廣三星電子期下的品牌Anycall行動電話。

### 2010年
- 9月，昇延在回歸前進行體能訓練時不慎損傷到腰部。在錄音過程中感到腰部疼痛的昇延在醫院接受治療時，進行了綜合檢查後證實脊柱骨折，被診斷要進行4周的靜養，需要住院治療。原定於月末在韓國發行第4張迷你專輯的Kara，也因此事需延期至11月日本回歸之後。

### 2011年
- 1月19日除了隊長奎利外KARA的四位成員昇延、妮可、荷拉、知英表示將單方面與DSP Media脫離合約，後來荷拉表示不會解約。KARA的律師LAND MARK表示長期以來經紀公司靠自己權力強迫超負荷工作，不和成員們溝通私下隨意增加節目通告，包括不想參加的活動，而且必須參與所有的工作行程。KARA認為無法和公司恢復信任關係是導致解約的最大原因，成員收入只得到總收入1% 。

- 2月15日，昇延的父親在日本富士電視台的《SUPER NEWS》採訪中表示，KARA成員與所屬經紀公司發生紛爭，隊長朴奎利有著不可推卸的責任，引發矚目。他談及作為隊長的朴奎利的素質時還說：『朴奎利好像沒有什麼責任感，貌似沒有好好溝通才導致事件的發生。』將劍鋒直指朴奎利，認為她應該為此事件負責。這次發言與之前提出訴訟的3人『成員間沒有不和』的言論對立，令人大跌眼鏡。後來她們打破沉默，開口解譯『Kara解體事件』當時成員間還不斷聯繫，希望一起活動，成員間絕對沒有不和。且這件事為日本媒體誤報，因昇延的父親在接受訪問時說的Leader是指經紀公司的高層，但被媒體誤以為是在講隊長奎利。
- 4月29日，解約風波結束，DSP Media與成員們達成協議，今後KARA仍然以五人形式繼續活動。

### 2014年
- 買下清潭洞多層式公寓，是 Pledis娛樂 舊總部。頂樓曾為 After School、NU'EST、WannaOne、IZ*One 宿舍，現依然是 Fromis_9 的宿舍,IZ*One 解散後，Fromis_9 搬到她們的原宿舍，Fromis_9 變相已居住頂樓所有單位。

### 2016年
- 1月15日，昇延與DSP的合約結束而不續約，約滿後離開DSP改投J-wide Company發展演藝事業。

## 中文正名
Kara在亞洲的發行唱片公司華納音樂公布昇延正名中文名字為「韓昇延」。

## 音樂作品

### Solo
- 2012年 《Guilty》(Kara Solo Collection)

### 日本迷你專輯
| 專輯 | 專輯信息                         | 曲目 |
| 1st  | 宇宙 - 發行日期：2017年1月18日   | 1. 宇宙くん 2. 春色 3. Winter Letter 4. 彼と私(Japanese ver.) 5. 覚えてますか(Japanese ver.) 6. 宇宙くん (Inst.)                         |
| 2nd  | 青空へ - 發行日期：2019年1月30日 | 1. 青空へ 2. I Love Me (jp ver.) 3. I Love Me (kor ver.) 4. What is your name 5. 다르게 흐른 시간 (ダルゲフルンシガン) 6. 青空へ (Inst.) |

### 數位單曲
| 單曲信息                             | 曲目                                |
| 那孩子是我 - 發行日期：2016年7月24日 | 1. 那孩子是我 2. 那孩子是我 (Inst.) |
| 過得好嗎 - 發行日期：2016年12月19日  | 1. 過得好嗎                         |
| I LOVE ME - 發行日期：2019年1月25日  | 1. I LOVE ME                        |

### 單曲
| 單曲信息                               | 曲目            |
| Summer Candy - 發行日期：2017年9月30日 | 1. Summer Candy |

### Featuring / 二重唱
| 專輯信息                                           | 歌手   | 收錄曲                  |
| 《Nassun 的 happy face》 - 發行日期：2009年2月26日 | Nassun | 1. 來玩吧(Feat. 韓昇延) |

| 專輯信息                                | 歌手           | 收錄曲                                      |
| 那時候還不知道 - 發行日期：2015年4月2日 | 韓昇延、李相昆 | 1. 那時候還不知道 2. 那時候還不知道 (Inst.) |

### OST
- 2009年 電影《為什麼來我家》OST〈奇蹟〉
- 2010年 KBS《瑪麗外宿中》OST〈Super Star〉
- 2011年 SBS《武士白東修》OST〈Because Of Love〉
- 2014年 SBS《女人漫畫皮鞋》OST〈獨自戀愛〉
- 2014年 KBS《鋼鐵人》OST〈Hello〉(與奎利)
- 2014年 MBC《Drama Festival－吉他與熱褲》OST〈讓那星星也聽得見〉(與金多炫)
- 2014年 DRAMAcube（朝鲜语：드라마큐브）《Secret Love》OST〈初戀〉(與奎利)
- 2018年 KBS《時間停止的瞬間 》OST〈時間的溫度〉
- 2019年 KBS2《Perfume》OST〈再見 又 再見〉

### 其他
- 2009年 《Dugeundugeun Tomorrow》－4 Tomorrow（與GaIn、U-IE、泫雅）

### 作詞
- 2012年 《Guilty》
- 2014年 《故事》(收錄於Kara迷你6輯Day & Night，與奎利、荷拉三人共同作詞)
- 2015年 《Rainy Day》
- 2016年 《那孩子是我》(與Sweetune共同作詞)
- 2016年 《過得好嗎》(Do you remember?)(與Sweetune共同作詞)
- 2017年 《宇宙くん》(初次日文作詞)

備註：Sweetune音樂團隊曾為KARA寫下好幾首熱門歌曲《Rock U》、《Pretty Girl》、《Lupin》、《Jumping》、《Step》、《Pandora》等大熱專輯(KARA 2.0時期的眾多熱門曲)，也曾經公開聲明只會替5人的KARA作詞曲，因此在2014年後Sweetune就再也沒有替KARA 3.0作詞曲，直至2016年，奎利、昇延、荷拉三人與Dsp解約後，Sweetune才又與昇延合作。

## 影視作品

### 電視劇
| 年份   | 電視台     | 劇名                             | 角色     | 活動     | 備註             |
| 2010年 | MBC        | 《越看越可愛》                   | 昇延     | 客串     | 第80集           |
| 2011年 | 東京電視台 | 《URAKARA》                      | 昇延     | 主演     |                  |
| 2012年 | SBS        | 《蠑螈道士和影子操作團》         | 昇延     | 客串     | 第8集            |
| 2013年 |            | 《KARA The Animation》(KARA動畫) | 昇延     |          | 配音             |
| 2013年 | KBS        | 《一絲的純情》                   | 金善美   | 特別出演 | 少年時期         |
| 2013年 | SBS        | 《張玉貞，為愛而生》             | 淑嬪崔氏 | 主演     |                  |
| 2014年 | SBS        | 《女子漫畫皮鞋》                 | 申智厚   | 主演     |                  |
| 2014年 | MBC        | 《來了！張寶利》                 | 李秋天   | 配角     |                  |
| 2014年 | DRAMAcube  | 《Secret Love》                  | 閔智慧   | 主演     |                  |
| 2014年 | MBC        | 《Drama Festival－吉他與熱褲》   | 安娜     | 主演     | 獨幕劇           |
| 2016年 | JTBC       | 《青春時代》                     | 鄭藝恩   | 主演     |                  |
| 2017年 | JTBC       | 《青春時代2》                    | 鄭藝恩   | 主演     |                  |
| 2017年 | JTBC       | 《終極羅曼史》                   | 白世     | 主演     |                  |
| 2018年 | tvN        | 《想暫停的瞬間：About Time》     | 全聖熙   | 配角     |                  |
| 2018年 | Channel A  | 《十二夜》                       | 韓宥京   | 主演     |                  |
| 2020年 | TV朝鮮     | 《學校奇談-報應》                | 姜尤依   | 主演     | 獨幕劇《報應》篇 |
| 2021年 | tvN D      | 《附加人生的她》                 | 高莉亞   | 主演     | 網路劇           |
| 2024年 | TvN        | 《背着善宰跑》                   | 韓昇延   | 客串     |                  |
| 2025   | TVING      | 《春畫戀愛談》                   | 李智媛   |          |                  |

### 電影
※粗體字為主演
| 年份   | 電影名稱          | 角色   | 性質     |
| 2013年 | 森林戰士          | 瑪凱   | 動畫配音 |
| 2016年 | 瘋狂突襲          |        |          |
| 2021年 | Show Me the Ghost | 藝智   |          |
| 2023年 | 惡鄰羅曼史        | 洪拉妮 | 女主角   |

### 音乐录影带(MV)
- 2008年 SS501 Lucky Days
- 2009年 撲通撲通Tomorrow 4人篇
- 2009年 撲通撲通Tomorrow 昇延篇
- 2012年 昇延《Guilty》
- 2016年 韓昇延《Do you remember》

## 電視節目

### 固定綜藝
| 日期                           | 節目名稱                | 集數 | 備註         |
| 2007年8月8日-2007年12月12日    | KARA Mnet self camera 1 | 5集  |              |
| 2007年10月17日－2008年8月27日  | 韓昇延的MSL Break       | 46集 | MC           |
| 2008年6月30日－2009年5月8日    | 少男少女歌謠指引        |      | MC           |
| 2008年8月19日-2008年10月17日   | KARA Mnet self camera 2 | 8集  |              |
| 2008年10月7日－2009年12月30日  | 家族的需要              | 13集 |              |
| 2008年11月28日－2009年1月25日  | Section TV 演藝通信     |      | 通訊員(記者) |
| 2009年2月8日－2010年2月7日     | Quiz! 第六感對決        |      | 固定嘉賓     |
| 2009年4月2日－2009年4月30日    | 偶像軍團 Season 4       | 5集  |              |
| 2009年5月26日－2009年6月30日   | Kara Meta Friends       | 6集  |              |
| 2009年11月25日－2010年1月13日  | Kara Bakery             | 8集  |              |
| 2010年7月26日－2011年9月26日   | I Love Pet              |      | MC           |
| 2010年11月20日－2010年11月27日 | Kara Special Day        | 2集  |              |
| 2011年7月31日－2013年12月29日  | 動物農場                |      | MC           |
| 2011年9月7日－2013年9月21日    | KARA Channel            | 3集  |              |
| 2013年10月8日－2014年5月27日   | THE SHOW                |      | MC           |
| 2017年11月12日、2017年11月19日 | One Day Healing Trip S1 | 2集  |              |
| 2019年5月18日－2019年6月23日   | 首先一起去吧            | 6集  |              |
| 2020年6月18日－2020年7月2日    | 偶像釣魚營              | 3集  | 主要成員     |
| 2020年10月15日－2021年1月28日  | 寵物維他命              | 13集 | MC           |

## 獎項與提名
※kara的相關獎項，請參考Kara獎項
| 年度 | 頒獎典禮                                 | 獎項                                      | 作品              | 結果 |
| ---- | ---------------------------------------- | ----------------------------------------- | ----------------- | ---- |
| 2015 | 第9屆 有線電視大賞                       | 最佳情侶獎 (with 洪宗玄)                  | 女子漫畫皮鞋      | 獲獎 |
| 2016 | 第9屆 韓國電視劇大賞                     | 韓流明星賞                                | 青春時代          | 獲獎 |
| 2018 | 第13屆 韓國社會貢獻獎&服務管理獎         | 韓國社會貢獻獎                            | 不適用            | 獲獎 |
| 2019 | 2019 Asia Model Awards(2019亞洲模特大賞) | 演員部門 人氣明星賞                       | 不適用            | 獲獎 |
| 2021 | 第25屆 富川國際奇幻影展                  | 韓國奇幻長篇電影部門演員賞 評審委員特別獎 | Show Me the Ghost | 獲獎 |

## 外部連結
- 韓昇延個人的X（前Twitter） 
- 韓昇延官方的X（前Twitter） (韓國) 
- 韓昇延官方的X（前Twitter） (日本) （日語）
- 韓昇延的Instagram帳戶
- 韓昇延的新浪微博 （简体中文） （英文） 
- 韓昇延個人Youtube頻道 （页面存档备份，存于）
- YGX Entertainment 韓昇延